# Reformzeit in Ungarn
Während der Reformzeit in der ersten Hälfte des 19. Jahrhunderts wurden Versuche unternommen, das Königreich Ungarn zu modernisieren.

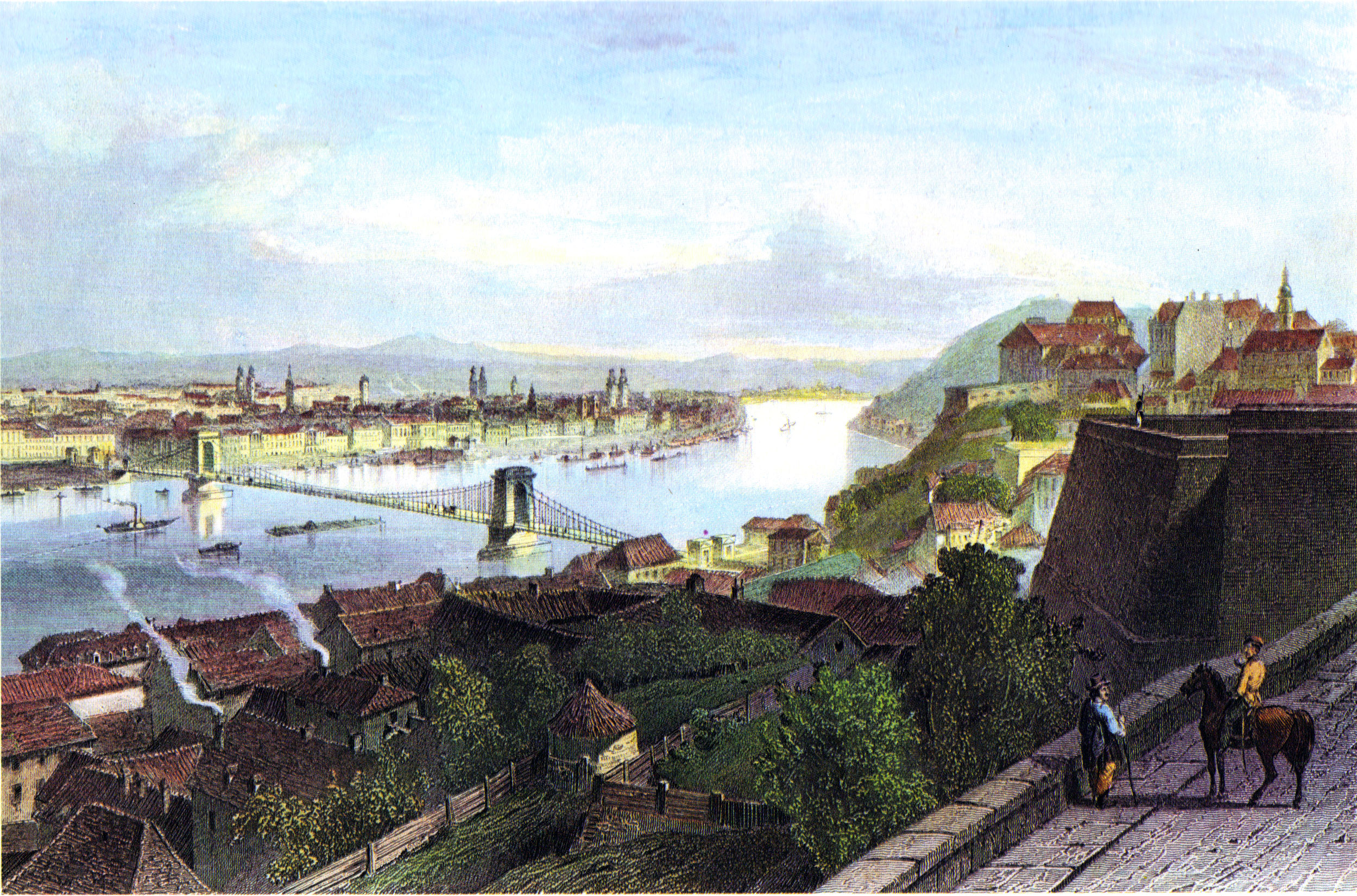
Die Kettenbrücke um 1850, ein Symbol der Reformzeit

Im Vergleich zu Staaten wie Großbritannien oder Frankreich war das Land zu dieser Zeit weniger fortgeschritten. Um die Entwicklung zu beschleunigen, wurden zahlreiche soziale, wirtschaftliche und kulturelle Reformen durchgeführt. Diese betrafen primär die Regelung der Frage der Leibeigenschaft und die Einführung moderner Industrie. Zentral waren aber auch Dichtungen wie die Nationalhymne, die der nationalen Zusammengehörigkeit Ausdruck verliehen. Im Interesse des aufstrebenden Bürgertums wurden Hindernisse beseitigt, die seinen Zielen entgegenstanden.

## Vorgeschichte – das „Erwachen“ der Nation
Nach dem Tod von Josef II. ging die Exekutivgewalt in den Wirkungsbereich der Komitate über, die unter dem Einfluss der Aristokratie standen. Die Verordnungen des verstorbenen Herrschers wurden ohne Ausnahme außer Kraft gesetzt. Im Land stellte sich eine Euphorie ein, in deren Verlauf die eigene Sprache, Tracht, Musik und Tanz aufblühten. Der Unterricht in ungarischer Sprache wurde per Gesetz in den Mittelschulen vorgeschrieben und ungarische Streitkräfte gebildet.
Obwohl der Adel in den napoleonischen Kriegen die herrschende Dynastie der Habsburger unterstützte, stellte sich bald heraus, dass diese Zusammenarbeit nur auf der Aussicht auf materielle Vorteile beruhte. Nach dem Krieg führte der Hof eine Geldabwertung durch, ließ die Nationalversammlung schließen und berief sie daraufhin einige Jahre lang nicht mehr ein. Die erste Gelegenheit, die Herausforderungen der Modernisierung anzugehen, bot sich in der Periode der reformierten Nationalversammlung von 1825 bis 1827.

## Bedeutende Persönlichkeiten

### István Széchenyi

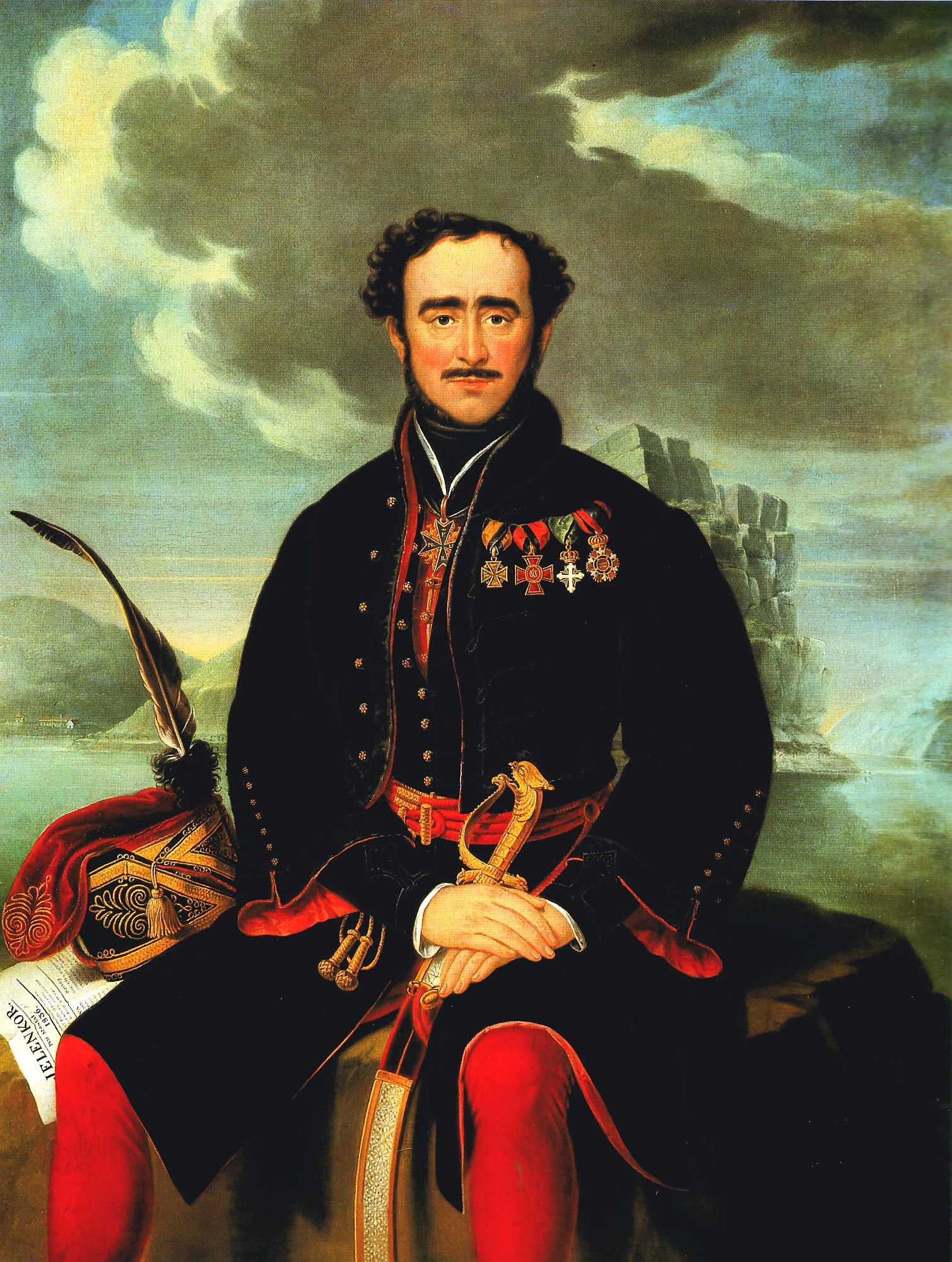
István Széchenyi

Die erste Phase der Reformzeit ist vor allem vom Wirken des Grafen Széchenyis geprägt, dessen Einfluss insbesondere in den 1820er und 1830er spürbar war. Er lehnte die hedonistische Lebenshaltung des Adels ab und engagierte sich für die wirtschaftliche, technische und gesellschaftliche Modernisierung Ungarns. Auf seinen Reisen nach England sammelte er Erfahrungen für sein späteres Schaffen.
Langfristig strebte er die Befreiung der Leibeigenen an. Dies sollte in einem langsamen Prozess parallel zum allgemeinen Fortschritt geschehen, allerdings stellte Széchenyi nicht klar dar, wie er sich die Durchführung dieses Plans vorstellte.
Bei der ersten reformierten Nationalversammlung 1825–1827 stellte er das Konzept für eine Einkommensteuer vor, mit deren Einnahmen die Gründung der Ungarischen Akademie der Wissenschaften realisiert werden konnte.
Vor dem Hintergrund persönlicher Erfahrungen erkannte er, dass die Überreste des Feudalismus, wie die Unveräußerbarkeit von adeligem Besitz, Hindernisse auf dem Weg der Modernisierung waren. In seinem 1830 erschienenen Werk Hitel (deutsch: Ueber den Credit ) arbeitete er ausgehend von der Auflistung dieser Hürden ein zusammenhängendes Reformprogramm aus. József Dessewffy, einer seiner wichtigsten Gegner, reagierte auf das beliebte Buch 1831 mit seiner Schrift A „Hitel“ czímű munka taglalatja (deutsch: Zergliederung des Werkes: Ueber den Credit ). Im selben Jahr brach in Oberungarn (Felvidék) ein Bauernaufstand aus, was Széchenyi dazu motivierte, sein Reformprogramm mit dem Buch Stádium der Öffentlichkeit in kurzer und prägnanter Form zu präsentieren. Einige Punkte seines Programms lauteten:
- Ablösung der Leibeigenschaft durch freiwillige Auszahlung des Erbrechts[4]
- Erweiterung des Rechts auf Landerwerb auf nicht Adelige
- Aufhebung des Heimfallsrechts des Staates[5]
- Gleichheit vor dem Gesetz gelten
- Gesetzlicher Parteienschutz
- Straßenbau und Regulierung freifließender Gewässer
- Verbot von Monopolen
- Öffentlichkeit der Gesetzgebung und von Gerichtsverhandlungen
- Es sollen nur noch Gesetze und Verträge gültig sein, die in ungarischer Sprache verfasst wurden.

Széchenyi war nicht mit seinen Schriften, sondern auch mit der praktischen Umsetzung seiner Theorien ein zukunftsweisender Verfechter der Reformen. Beispielsweise ließ er das Eiserne Tor schiffbar machen und trieb die Vorbereitungen zur Bereinigung der Theiß voran. Weiterhin regte er die Dampfschifffahrt auf der Donau an sowie den Bau von Winterhäfen und Werften. Er ließ die erste mit Dampf betriebene Walzmühle errichten und machte die Zucht von Seidenraupen beliebt. Zu seinen Werken zählt auch der Bau der Kettenbrücke. Zudem bemühte er sich um die Erweiterung des Schienennetzes der Eisenbahn.
Neben der Förderung von Wissenschaft, Industrie und Verkehr widmete ich Széchenyi auch privaten Vergnügen wie Pferderennen oder Casinos. Auch im privaten Bereich zeigte er sich fortschrittlich, indem er die Gewohnheit pflegte, regelmäßig zu baden.

### Lajos Kossuth

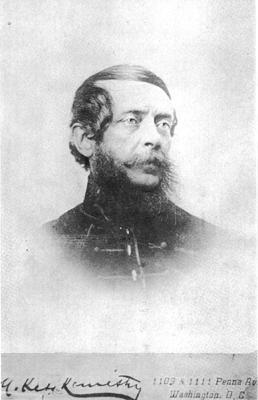
Lajos Kossuth

Lajos Kossuth hatte in den 1830er Jahren entscheidenden Einfluss auf die Meinungsbildung im Land und prägte die Ausgestaltung der Öffentlichkeit. Mit der Zeitung Országgyűlési Tudósítások gelang es ihm, den politisch aktiven Adel für die Reformideen zu gewinnen.
Nach seiner Verhaftung 1835 lernte er die englische Sprache und befasste sich mit Volkswirtschaft. Als der Hof seine Taktik änderte und Kossuth freiließ, spielte er eine noch bedeutendere Rolle. Im Januar 1841 wurde er Hauptherausgeber der Tageszeitung Pesti Hírlap, die allerdings unter Zensur stand. Dennoch gelang es ihm, die brennenden politischen, sozialen und wirtschaftlichen Probleme der Zeit zu diskutieren. Zudem begründete er die moderne ungarische Presselandschaft. Die Zeitung fand schnell eine breite Leserschaft. Anfangs erschien sie mit einer Auflage von 60 Exemplaren und konnte sich bald auf 4000 steigern.
Er machte sein Reformprogramm auch bekannt, indem er in der Frage der Leibeigenschaft ein obligatorisches, staatlich unterstütztes Erbrecht verfocht. Kossuth zielte darauf ab, den Adel der Steuerpflicht zu unterwerfen, damit auch diese Schicht dazu beitrage, die Lasten der Gesellschaft zu tragen. Außerdem trat er für die Gewährleistung politischer Freiheitsrechte und für eine Volksvertretung ein. Er beschrieb außerdem die von ihm favorisierte Ausgestaltung bürgerlicher Eigentumsverhältnisse und die Realisierung politischer Gleichheit. Im Gegensatz zu Széchenyis Vorstellungen einer aristokratisch geführten Wandels hoffte Kossuth, dass der mittlere Adel die Reformen durchsetzen würde.
Kossuth war die führende Persönlichkeit der Revolution gegen die Habsburgmonarchie 1848/49. Obwohl seine Zeitung Pesti Hírlap 1848 im Zuge der Niederschlagung der Revolution geschlossen wurde, setzte er seinen Kampf fort. Er gründete z. B. einen Schutzverband für die ungarische Industrie.

### Nikolaus Wesselényi

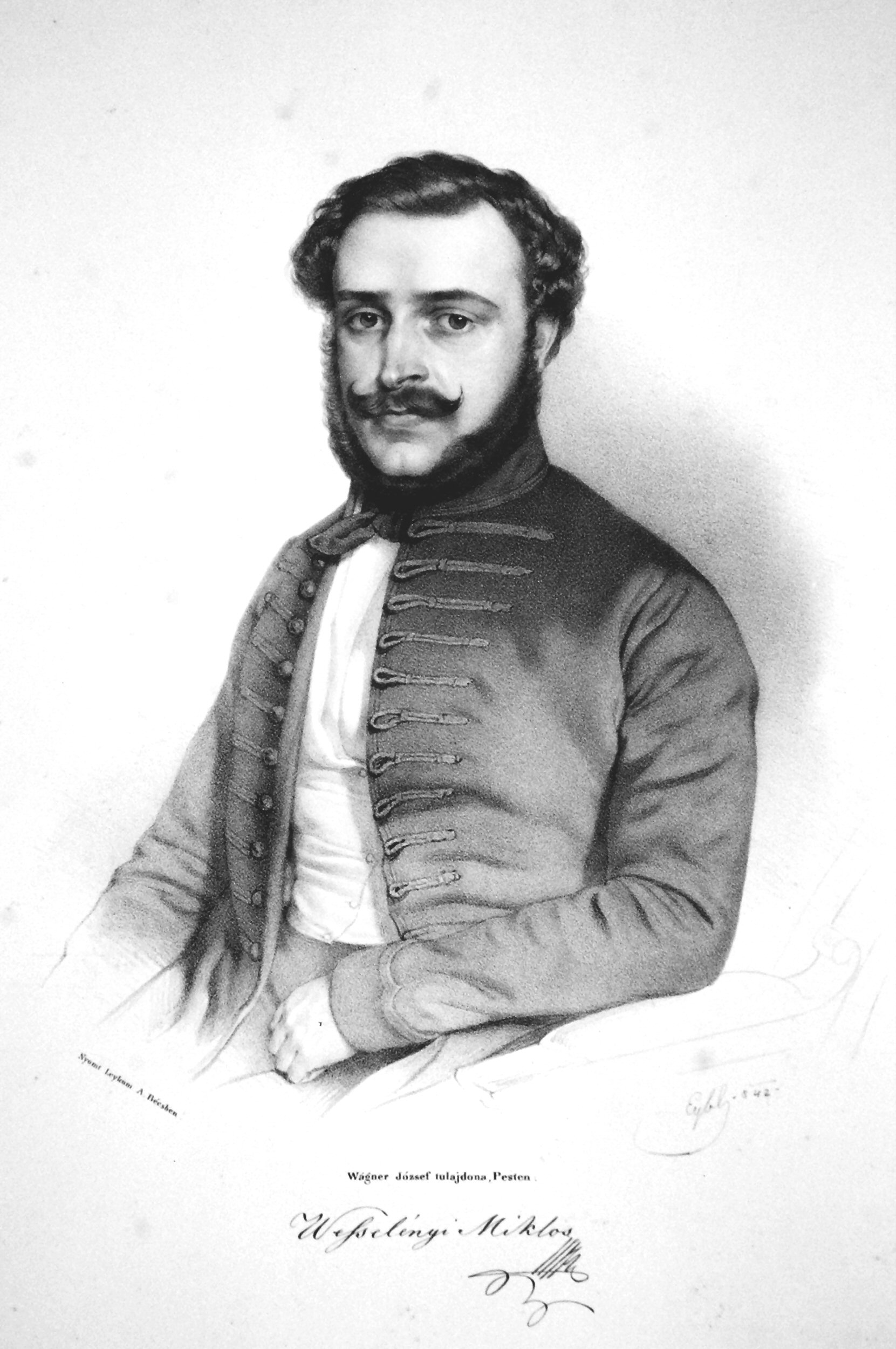
Nikolaus Wesselényi

Baron Nikolaus Wesselényi, bekannt als der „Schiffer des Hochwassers“ und „allererster ungarischer Jüngling“, war die Hauptgestalt der siebenbürgener Reformzeit. Neben seinem ehrlichen und leidenschaftlichen Einsatz für die Befreiung der Leibeigenen, regte er oft die Debatten in der Nationalversammlung an, wenn diese an einem toten Punkt angelangt waren.
In seinem Werk Balítéletek („Fehlurteile“) betont er, dass die Beziehung zwischen Adel und Leibeigenen geordnet werden müsse. Mit einer weiteren politischen Schrift wollte er die Sprachwissenschaftler – auf die nationale Zusammensetzung Siebenbürgens hinweisend – zu mehr Umsicht besinnen.
Bei der siebenbürgener Nationalversammlung 1837 konnte die Opposition einen bedeutenden Sieg gegen Wien  verzeichnen: der von den Habsburgern unterstützte Kandidat wurde nicht zum Gubernator gewählt.
Ab 1847 löste die ungarische Sprache auch in Siebenbürgen Latein als Amtssprache ab. Ebenfalls in diesem Jahr fiel die Entscheidung der siebenbürgener Nationalversammlung über die Frage der Ausgestaltung des Scharwerks, die die Aufteilung des Landes zwischen Adel und Leibeigenen betraf. Die siebenbürgener Leibeigenen konnten nur unter noch ungünstigeren Bedingungen Land erwerben, als dies im restlichen Ungarn der Fall war, obwohl die Grundstücke weitaus kleiner waren. Die daraus resultierende Unzufriedenheit gipfelte in den Unruhen von 1848.

### Ferenc Kölcsey

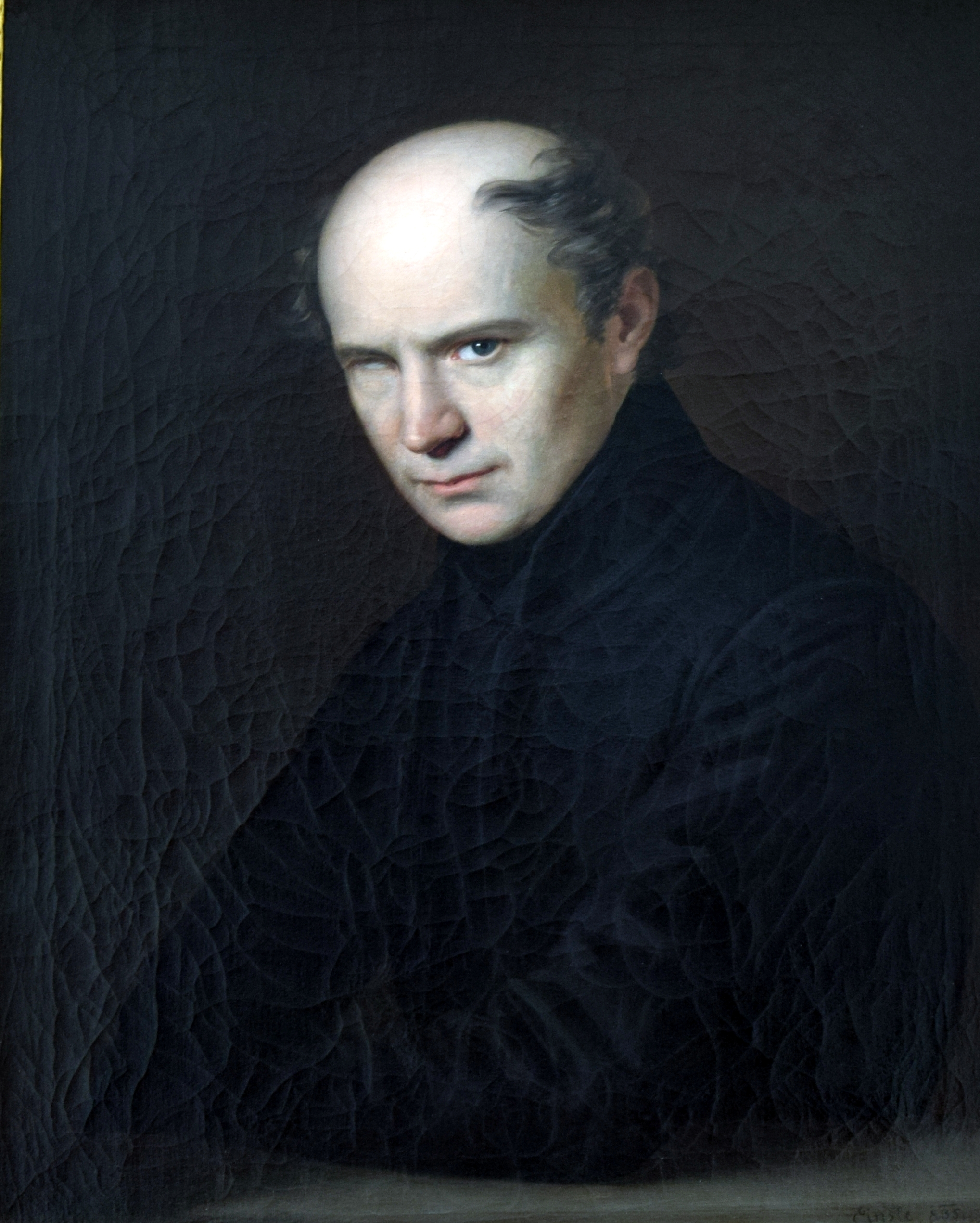
Ferenc Kölcsey

Der Dichter Ferenc Kölcsey spielte auch als Staatsmann eine wichtige Rolle in der Reformzeit. In der Periode der Nationalversammlung von 1832 bis 1836 zog er als Botschafter von Sathmar mit seinen enthusiastischen Reden über die Frage der Grundstücksrechte Aufmerksamkeit auf sich. Die Liberalen hatten eine Lösung vor Augen, der zufolge sich der Status der Leibeigenen grundlegend und dauerhaft ändern sollte. Diese Initiative wurde jedoch von den Konservativen gebremst. Die Vertreter der Komitate mussten damals in ihrem Abstimmungsverhalten dem Willen der monarchischen Gesandten folgen. Als Kölcsey eine solche Direktive erhielt, zog er sich aus dem aktiven politischen Leben zurück.
Die von ihm verfasste Hymne wurde zur wichtigsten nationalen Dichtung.

### Ferenc Deák

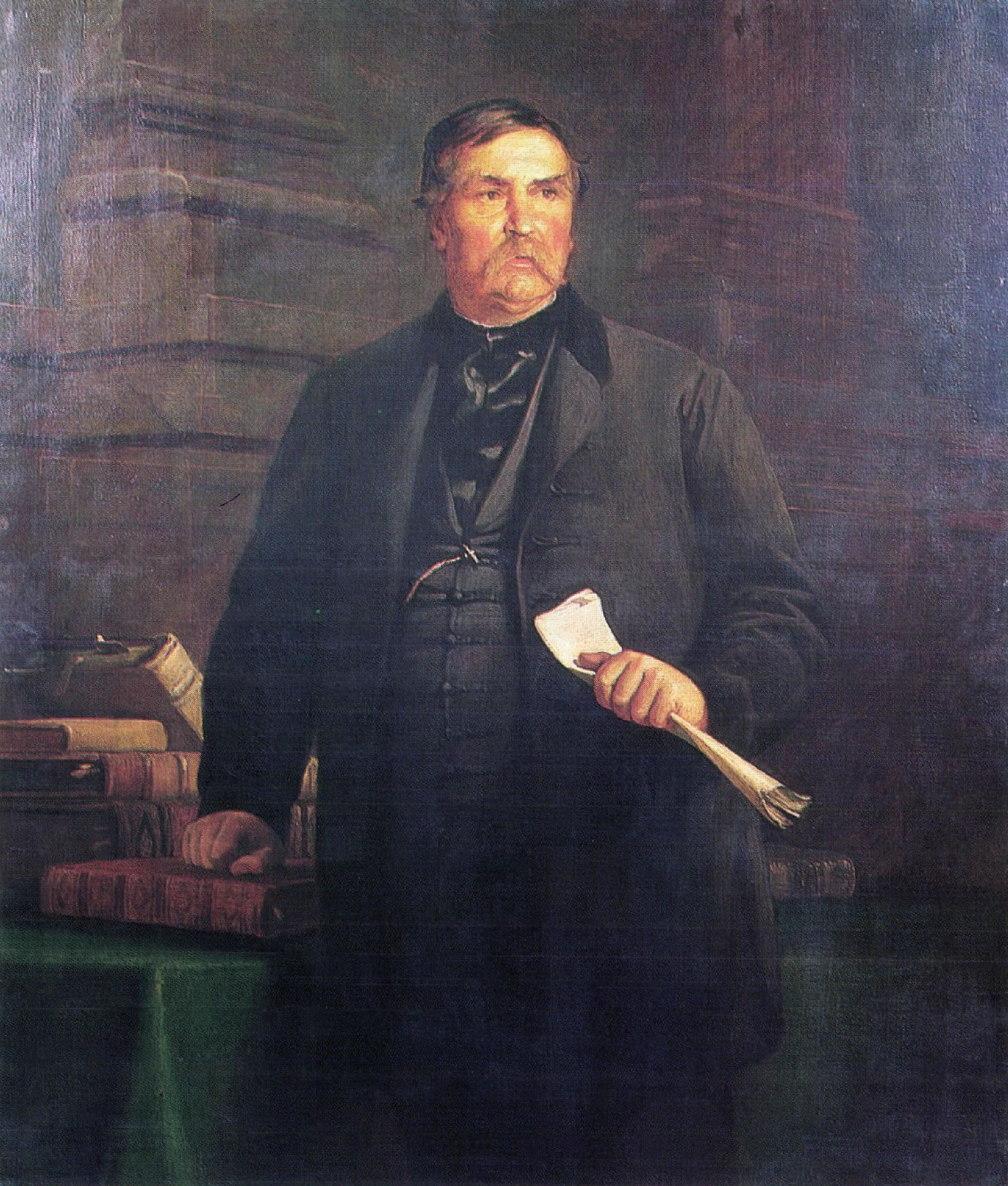
Ferenc Deák

Ab 1833 betrat Ferenc Deák, der „Fürsprecher der Nation“ („nemzet prókátora“), auch als „Weiser der Heimat“ („Haza bölcse“) bezeichnet, die politische Bühne. Mit seinem taktischen Gespür und logischem Denken nahm er eine wichtige Position im Reformprozess ein. Bis zu seinem Rückzug 1847 war er zusammen mit Kossuth geistiger Führer der Reformer in der Nationalversammlung.

### László Lovassy

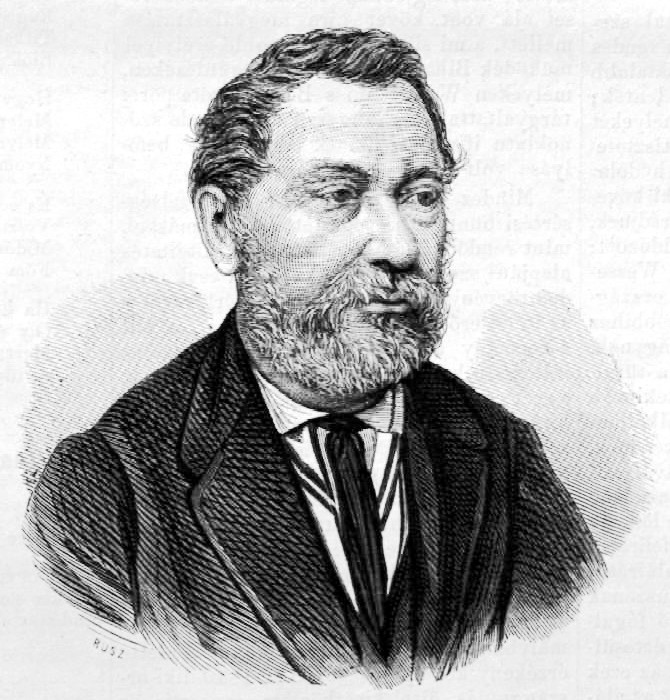
László Lovassy

Zu den engsten Anhängern der Reformideen gehörten die jungen Mitglieder der Nationalversammlung, deren Anführer László Lovassy war. Er verbreitete das liberale Gedankengut im Kreis der jungen Angehörigen des mittleren Adels, die überwiegend juristische Laufbahnen einschlugen. Da der Besuch der Nationalversammlungen im Rahmen der Anwaltsprüfung erforderlich war, konnten sie dort aus erster Hand von den Reformplänen erfahren. Sie gründeten bald Vereine, in denen diese Ideen diskutiert wurden. Ihr Anführer Lovassy wurde später wie auch andere Reformer von der Regierung politisch ausgeschaltet. Während einer 10-jährigen Strafe im Budaer Burggefängnis verfiel er dem Wahnsinn. Aus dem Kreis der jungen Reformer ging dennoch die politisierte liberale Generation von 1848 hervor.

## Auseinandersetzungen um die Reformen

### Streit zwischen Kossuth und Széchenyi
Es gab unterschiedliche Vorstellungen über die Art und Weise der Umsetzung der Reformziele. Der Streit zwischen Kossuth und Széchenyi ist bezeichnend für die tiefen weltanschaulichen und politischen Differenzen.
Széchenyi schwebte vor, das Land unter aristokratischer Führung zu erneuern. Die historisch gegebene Verbindung zwischen Österreich und Ungarn schien ihm unabänderbar zu sein und die ungarischen Unabhängigkeitsbestrebungen im Keim zu ersticken. Dessen ungeachtet strebte Kossuth einen unabhängigen Nationalstaat an, beziehungsweise zumindest einen wirtschaftlich und politisch autonomen Status innerhalb der Habsburgermonarchie.
Auch in der Frage der gesellschaftlichen Ordnung widersprachen sich die beiden Reformer. Kossuth verkündete, dass der Adel allein, ohne die Unterstützung der ganzen Nation auf keinen Fall fähig sein könne, eine moderne bürgerliche Gesellschaft aufzubauen.
Széchenyi, der sich von seinem Jugendfreund Wesselényi entzweit hatte, widersprach Kossuths in der Pesti Hírlap vertretenen Ansichten in der Streitschrift Kelet Népe („Volk des Ostens“).
Die allgemeine Meinung stand Kossuth näher, während Széchenyi an Zustimmung verlor. Daraufhin zog er sich von der Öffentlichkeit zurück, und Kossuth löste ihn in der Rolle des geistigen Anführers, die Széchenyi in den 1820er Jahren eingenommen hatte, immer mehr ab. Der Reformprozess nahm in dieser Zeit radikalere Formen an.

### Nationaler Radikalismus
Die Nationalradikalen spielten erst am Ende der Reformzeit eine wirkungsvolle Rolle. Es gelang ihnen zwar nicht, unmittelbaren Einfluss zu gewinnen, jedoch konnte diese Gruppe mit der Zeit immer weniger ignoriert werden. Auf sie zurückführbare Aktivitäten sind erst seit dem Revolutionsjahr 1848 bekannt.
Herausragender Vertreter dieser Radikalen waren der Dichter Sándor Petőfi, der Historiker Pál Vasvári und der Schriftsteller Mihály Táncsics, Eltern Leibeigene waren. Die Radikalen strebten grundlegende Veränderungen an und verfochten eine Befreiung der Leibeigenen ohne die bindende Auszahlung des Erbrechts. Im Kampf für ihre Forderungen schreckten sie auch vor revolutionären Mitteln nicht zurück. Táncsics schrieb folgendermaßen über das Programm:

„Den Grundbesitzern ist die Bestellung der Felder die wichtigste und einzige Versicherung. Wer ein Feld bearbeitet, kann wirklich sagen, dass es das seine ist. Das Feld gehört also uns, die wir es bestellen, woraus folgt, dass wir dafür keine Ablösungsprämie schuldig sind. Und wenn ihr diese Gerechtigkeit nicht in einem Gesetz proklamieren wollt, werden wir es aus Not heraus erzwingen.“

Originallaut des Zitats:

„A földbirtok-tulajdonnak a legfőbb és egyetlen bizonysága a mívelés, ki azt míveli, az mondhatja csak igazán övének. A föld tehát mienk, kik míveljük, következésképpen érte megváltási díjjal igazságosan nem tartozunk. És ha ti nem akarjátok ez igazságot törvényben kimondani, majd a szükségtől kényszerítve mi fogjuk kikiáltani…“

### Konservative Gegner
Die Reformen mussten von Anfang an gegen den Widerstand der konservativen Kontrahenten erkämpft werden, die an den feudalen Strukturen festhielten. In der Anfangsphase wirkten vor allem Metternich und Franz I. als Bremskräfte. Ab 1835 änderte Metternich seine Strategie und ging zu gewaltsamen Mitteln über, um die Veränderungen aufzuhalten. Lovassy, Kossuth und Wesselényi wurden ins Gefängnis geworfen.
Später, nach dem Scheitern des höfischen Konservatismus, organisierte Graf Aurél Dessewffy eine Partei für junge Aristokraten, die mit dem Namen fontolva haladóknak, „besonnene Progressive“ ansprechen wollte. Gegen Ende der 1830er Jahre waren ultrakonservative Standpunkte nicht mehr weit verbreitet. Mit den zunehmenden Erfolgen der Reformer erhielt der Begriff Rückwärtsgewandtheit gegenüber der Fortschrittlichkeit eine pejorative Bedeutung. So nahm Dessewffy den Ausdruck aus taktischen Gründen in den Namen seiner Partei auf. Er griff auch einige Vorschläge der Reformer auf, allerdings nur in Ansätzen und zweckentfremdet, um die Unentschlossenen auf seine Seite zu ziehen. Auf diese Weise gelang es ihm, das Lager der Reformer zu schwächen.

## Wichtige Ereignisse
- Bratislavaer Nationalversammlung 1825–1827 (1825-1827-es pozsonyi országgyűlés): Der Beginn der Auseinandersetzung um die Reformen kann mit dieser Nationalversammlung verbunden werden, obwohl die direkten Ergebnisse geringfügig waren.
- Gründung der Ungarischen Akademie der Wissenschaften: Graf Széchenyi brachte ein Jahreseinkommen auf, um diese zu gründen.
- Gründung des Schutzvereins Védegylet
- Gründung der Pesti Hírlap
- Bau der Kettenbrücke

## Wirkung und Ergebnisse
Am Ende der Reformzeit hatte Ungarn im Vergleich zu Europa aufgeschlossen und die Grundsteine für ein bürgerliches Ungarn waren gelegt. Ohne die in dieser Zeit wurzelnde wirtschaftliche Kraft, die nationale Einheit und die Regelung der Leibeigenenfrage wäre der Freiheitskampf von 1848/49 nicht möglich gewesen. Die herausragende Rolle des Adels bei der Initiierung und der Reformen und die freiwillige Aufgabe seiner Privilegien ist von besonderer Bedeutung. Dadurch kam es nicht zu bewaffneten Aufständen der Leibeigenen wie in anderen Ländern. Vielmehr schlossen sie sich mit dem Adel zu einem Interessenverbund zusammen und setzten sich für die übergreifenden Interessen der Nation ein. Die tatsächliche Bedeutung dieses Zusammenschlusses zeigte sich vor allem während der 1848er Revolution. Die während der Reformzeit entstandene Industrie, der darauf zurückgehende Wohlstand und die breite Unterstützung seitens der Leibeigenen trugen dazu bei, dass der Widerstand gegen die feudale Monarchie dauerhafter war als in anderen europäischen Ländern, wo es zu revolutionären Umwälzungen gekommen war. In Ungarn wurden die Revolutionäre erst im Zuge der militärischen Unterstützung durch den russischen Zaren niedergeschlagen.

## Film
- A Hídember[7]